# Боннанаро (культура)

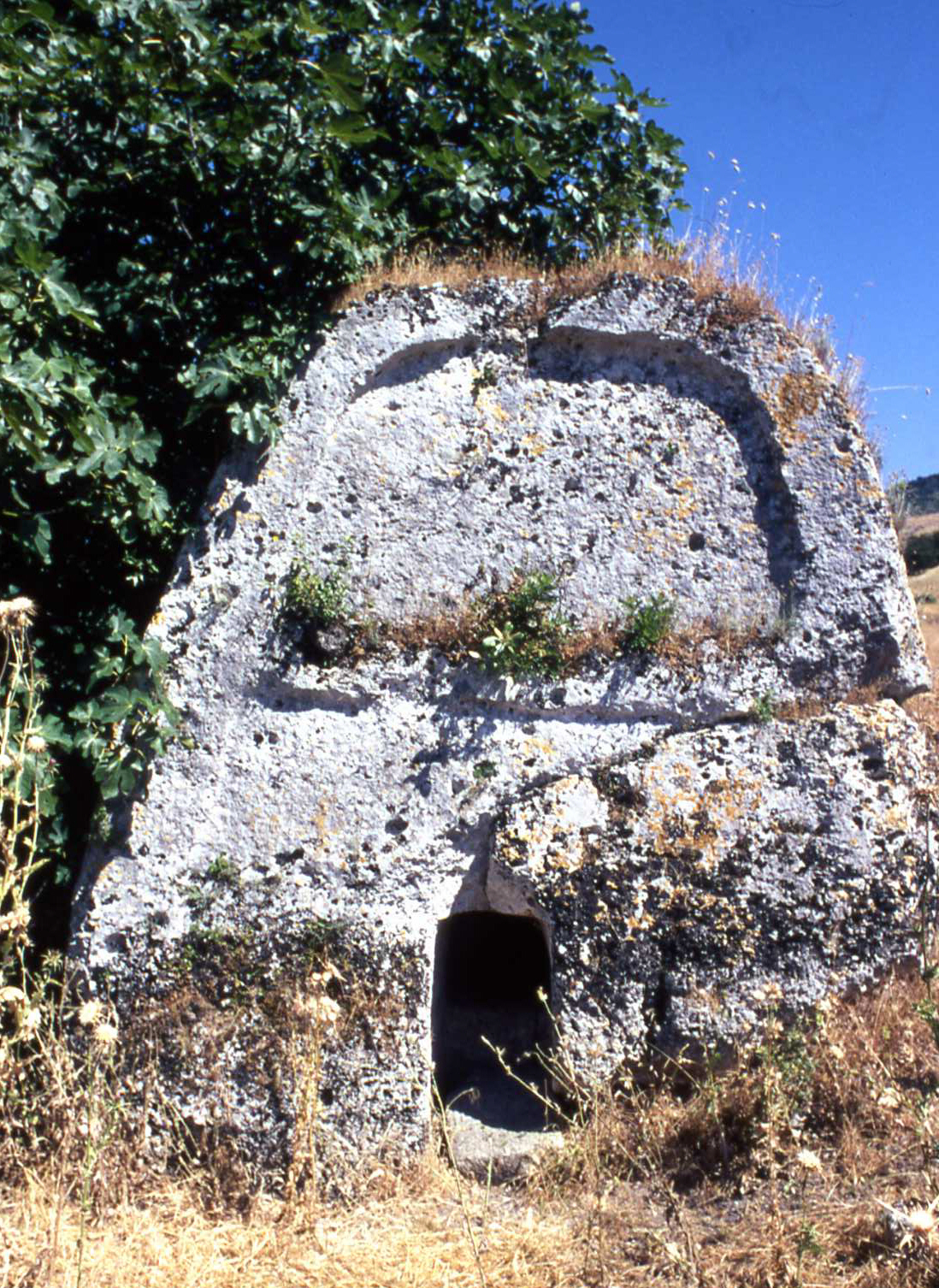
Кампу-Лунтану — могила донурагического периода, вырубленная в скале

Культура Боннанаро — археологическая культура на Сардинии, существовавшая в 1800—1500 гг. до н. э., то есть непосредственно до вторжения строителей нурагов. В значительной степени повлияла на корсиканскую культуру торре.
В погребальной архитектуре захоронения типа «крытая аллея» сменяются «гробницами гигантов», которые выкапывались в земле и ограничивались вертикально стоящими валунами (ортостатами) обычно без крыш. При этой же культуре начинают строиться протонураги и псевдонураги — прототипы нурагов, которые получили распространение уже при более поздней культуре строителей нурагов. В протонурагах на уровне пола первого этажа имеется камера с двумя небольшими боковыми камерами.
Сосуды, обнаруженные при раскопках Су-Квадду (Su Quaddu), украшены желобками и гребневидными узорами, и напоминают керамику культуры Монте-Кларо.
Среди скелетов значительно преобладают долихоцефалы (87 %) по сравнению с брахицефалами (13 %). Средний рост составляет 157 см. У скелетов обнаружены признаки кариеса, гиперостоза, остеопороза, анемии, артрита, артроза и опухолей. На трёх черепах обнаружены признаки трепанации.